# Jasbir Puar
Jasbir K. Puar, née le 13 décembre 1967, est une théoricienne queer basée aux États-Unis. Elle est professeure titulaire en études féminines et de genre à l'université Rutgers depuis 2017. Elle est connue pour avoir développé le concept d'homonationalisme.

## Biographie

### Études
En 1989, Puar obtient son baccalauréat universitaire ès lettres en économie et allemand à l'université Rutgers. En 1994, elle obtient une maîtrise universitaire ès lettres en études féminines de l'université d'York. En 1999, elle soutient sa thèse de doctorat en études ethniques sous la direction de Norma Alarcón (en) à l'université de Californie à Berkeley.

### Carrière
En 2000, elle travaille en tant que maîtresse-assistante à l'université Rutgers. Elle y devient maîtresse de conférence en 2007 et professeure titulaire en 2017. 
Elle écrit sur des sujets variés tels que la production culturelle de la diaspora sud-asiatique aux États-Unis, au Royaume-Uni et à Trinité, le tourisme gay, le terrorisme, la surveillance, la biopolitique et la nécropolitique, le handicap et la débilitation. Elle écrit également sur l'intersectionnalité, l'affect et l'agencement, les Animal Studies, le post-humanisme, l'homonationalisme, le pinkwashing, et les territoires palestiniens occupés.

## Publications

### En langue anglaise
- 2007 : Terrorist Assemblages: Homonationalism in Queer Times, Durham: Duke University Press,  (ISBN 9780822341147)
- 2017 :  Terrorist Assemblages: Homonationalism in Queer Times, Anniversary Edition (2017) Durham: Duke University Press  (ISBN 9780822371502);
- 2017 : The Right to Maim: Debility, Capacity, Disability, Duke University Press.  (ISBN 9780822368922)

### Traductions françaises
- 2012 : Homonationalisme. Politiques queers après le 11 septembre, traduction de Judy Minx et Maxime Cervulle, Paris, Éditions Amsterdam,  (ISBN 9782354801076).

#### Études
- Gianfranco Rebucini, « Homonationalisme et impérialisme sexuel : politiques néolibérales de l'hégémonie », Raisons politiques, vol. 49, no 1,‎ 9 avril 2013, p. 75-93 (ISSN 1950-6708, lire en ligne, consulté le 16 décembre 2018)
- Lucas Monteil, « À propos du livre, Homonationalisme. Politiques queers après le 11 septembre 2001, de Jasbir K. Puar, trad. Maxime Cervulle et Judy Minx, Paris, Éditions Amsterdam, 2012 », Mouvements, vol. 75, no 3,‎ 16 septembre 2013, p. 161-165 (ISSN 1776-2995, lire en ligne, consulté le 16 décembre 2018)
- Jules Falquet, « K. Jasbir Puar : Homonationalisme. Politiques queers après le 11 septembre », Nouvelles Questions féministes, vol. 33, no 2,‎ 16 octobre 2014, p. 112-116 (ISSN 2297-3850, lire en ligne, consulté le 16 décembre 2018)
- Piya Chatterjee et Sunaina Maira, The Imperial University : Academic Repression and Scholarly Dissent, Minneapolis, University of Minnesota Press, 2014, 385 p. (ISBN 978-0-8166-8090-0)